# Marshall Rosenbluth

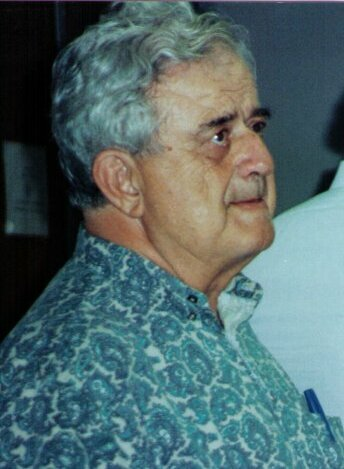
Marshall Rosenbluth

Marshall Nicholas Rosenbluth (* 5. Februar 1927 in Albany; † 28. September 2003 in San Diego) war ein US-amerikanischer Physiker, der eine führende Stellung in der theoretischen Plasmaphysik hatte.

## Leben und Wirken
Rosenbluth studierte an der Harvard University, diente aber während des Studiums ab 1944 als Freiwilliger in der US-Navy. Nach seinem Ausscheiden aus dem Militär schloss er 1946 sein Studium ab. 1949 promovierte Rosenbluth an der University of Chicago über ein Thema aus der Hochenergiephysik, sein Doktorvater war Edward Teller. 1949/50 war er in Stanford, wo er die Rosenbluth-Formel für die elastische Streuung von Elektronen an Protonen entwickelte.
Von 1950 bis 1956 arbeitete Rosenbluth unter der Leitung von Edward Teller im Los Alamos National Laboratory an der Wasserstoffbombe. 1953 war er dort an der Entwicklung des Metropolis-Algorithmus als Prototyp eines Monte-Carlo-Verfahrens beteiligt, ebenso wie seine Ehefrau Arianna W. Rosenbluth.
Seit 1956 befasste sich Rosenbluth mit Plasmaphysik. Er arbeitete zunächst bei General Atomics in San Diego. 1960 wurde er an der neu gegründeten Universität von San Diego Professor für Plasmaphysik. 1965 leitete er mit dem Russen Roald Sagdeev einen internationalen Workshop für Plasmatheorie am ICTP in Triest, der insbesondere auch für die Kontakte zwischen russischen und amerikanischen Wissenschaftlern wichtig war. 1967 wechselte er nach Princeton, wo er am Institute for Advanced Study und am Princeton Plasma Physics Laboratory forschte und an der Princeton University lehrte. Von 1980 bis 1987 war er Leiter des Institute for Fusion Studies an der University of Texas at Austin. Danach kehrte er zu General Atomics und an die Universität von San Diego zurück, wo er bis zu seiner Emeritierung 1993 blieb. Nach der Emeritierung war er noch bis 1999 Chefwissenschaftler im Planungsteam des ITER.
Rosenbluth untersuchte insbesondere Plasma-Instabilitäten und wurde auf diesem Gebiet zu einem führenden Theoretiker. Außerdem befasste er sich mit der Theorie des Freie-Elektronen-Lasers.
Rosenbluth war zweimal verheiratet und hatte vier Kinder aus erster Ehe. Er starb 2003 an Bauchspeicheldrüsenkrebs.

## Ehrungen
- 1964: Ernest-Orlando-Lawrence-Preis
- 1967: Albert Einstein Award
- 1976: James-Clerk-Maxwell-Preis für Plasmaphysik der American Physical Society
- 1985: Enrico-Fermi-Preis des Energieministeriums und
- 1997: National Medal of Science der USA.
- 2002:  Hannes-Alfvén-Preis

Rosenbluth war seit 1959 Fellow der American Physical Society, seit 1966 der American Academy of Arts and Sciences, seit 1969 Mitglied der National Academy of Sciences und seit 1998 der American Philosophical Society. Außerdem saß er im Fusion Energy Special Advisory Committee des Energieministeriums und war Mitglied der JASON Defense Advisory Group.